# Makoka II
Makoka II est un village du Cameroun situé dans le département du Boumba-et-Ngoko et la région de l'Est, à proximité de la frontière avec la république du Congo. Il fait partie de la commune de Moloundou.

## Population
En 1960, le village comptait 227 habitants. Lors du recensement de 2005 on y dénombrait 174 habitants.